# Marta Battistella
Marta Elena Battistella Alvarez (nacida el 3 de septiembre de 1938), también conocida como Marta Battistella de Salaberry, es una exmagistrada uruguaya, quien se desempeñó como ministra del Tribunal de lo Contencioso Administrativo entre 2003 y 2008.

## Primeros años
Cursó estudios en la Facultad de Derecho de la Universidad de la República, donde se graduó como abogada en 1967.

## Jueza de Paz en el interior
En julio de 1967 inició su carrera judicial al ser designada Jueza de Paz de la décima sección judicial de Florida, con sede en la ciudad de Sarandí Grande.
En junio de 1971 fue trasladada al Juzgado de Paz de la 11° sección judicial de Canelones con sede en San Ramón, y en diciembre de 1972 al de la quinta sección judicial del mismo departamento, correspondiente a la ciudad de La Paz.

## Jueza Letrada en el interior
En octubre de 1977 fue ascendida al cargo de Jueza Letrada de Colonia.

## Jueza Letrada en la capital
En mayo de 1979 ascendió a cumplir funciones como Jueza Letrada en Montevideo, inicialmente como titular del Juzgado Letrado de lo Contencioso Administrativo de Primer Turno.
En septiembre de 1982 fue nombrada Jueza Letrada en lo Civil de 17° Turno.
En  diciembre de 1983 pasó a desempeñarse como Jueza Letrada en lo Civil de 16° Turno.
Finalmente, desde septiembre de 1984 ocupó la titularidad del Juzgado Letrado de Familia de 6° Turno.

## Tribunal de Apelaciones
En mayo de 1989 recibió un nuevo ascenso al ser nombrada como integrante del Tribunal de Apelaciones de Familia, primero con competencia en dicha materia, que acababa de crearse.
Permaneció en dicho tribunal (que en agosto de 1989 pasó a denominarse Tribunal de Apelaciones de Familia de Primer Turno al crearse el de Segundo Turno) durante casi catorce años.

## Tribunal de lo Contencioso Administrativo
Tras producirse una vacante en el Tribunal de lo Contencioso Administrativo como consecuencia del fallecimiento de Víctor Bermúdez en enero de 2003, y transcurridos 90 días sin efectuarse designación de su reemplazante por la Asamblea General, se tornó aplicable el artículo 236 de la Constitución, que preveía como mecanismo subsidiario de designación para los cargos vacantes en la Suprema Corte de Justicia, aplicable al TCA en función de la remisión efectuada por el artículo 308 de la Constitución, el ingreso del magistrado más antiguo de los Tribunales de Apelaciones. En aquel momento dicha calidad correspondía a Batistella, por lo que se produjo su ingreso automático como ministra del TCA. Prestó juramento como tal ante la Asamblea General el 2 de abril de 2003.
Integró el TCA durante poco más de cinco años, cesando en su cargo en septiembre de 2008 al cumplir los 70 años, edad establecida como límite para integrar el Tribunal de lo Contencioso Administrativo según el artículo 308 de la Constitución, que se remite en cuanto a las condiciones para ocupar dicho cargo a las previstas para los miembros de la Suprema Corte de Justicia.
La vacante que dejó al retirarse fue cubierta el mismo mes por la Asamblea General con la designación de Jaime Monserrat.